# Кам'янець-Подільський вісник
«Кам'яне́ць-Поді́льський ві́сник» — газета, що видавалась в Кам'янці-Подільському. Засновник — Кам'янець-Подільська міська рада.

## Історія газети
Перше число — рекламно-інформаційне — побачило світ 7 вересня 1990 року. Регулярний випуск газети розпочався 1 січня 1991 року. «Кам'янець-Подільський вісник» зруйнував у місті монополію компартійної газети «Прапор Жовтня».
Газету, по суті, створили два журналіста, випускники факультету журналістики Київського університету ім. Т. Шевченка Іван Покотило та Юлія Яворська (Лискун), відома в Україні та за її межами перекладачка, поетка, Голова "Українського клубу" та Президентка "Подільського українського історико-краєзнавчого Товариства "АДСКРІПТУС" ім. Юзефа Роллє.
Спочатку газета виходила двічі на тиждень, а від 15 жовтня 1994 року стала тижневиком.
27 червня 1998 року в Києві газету «Кам'янець-Подільський вісник» відзначено спеціальним дипломом як одного з чотирьох переможців Всеукраїнського конкурсу засобів масової інформації на найкраще висвітлення роботи громадських організацій, організованого фондом «Євразія». За рахунок грантів від фонду «Євразія» у редакції було обладнано сучасний комп'ютерний центр, двоє журналістів газети побували в тижневих закордонних відрядженнях: Микола Гординчук — у США, Валер'ян Баньковський — у Голландії.
З часу заснування газети до липня 1994 р. в колективі редакції працював Віталій Мацько — нині відомий український літературознавець, письменник, доктор філологічних наук, професор. Від червня 1995 року до лютого 1996 року відповідальним секретарем газети працював Олексій Кошель — нині відомий український політолог.
В зв’язку із прийняттям Закону "Про роздержавлення комунальних ЗМІ" газета "Кам’янець-Подільський вісник" самоліквідувалась.

## Редактори
Перший редактор (1990—1991) — Іван Покотило. Серед редакторів: Віталій Бабляк (затверджено 24 січня 1992 року), Олег Будзей (затверджено 24 січня 1995 року). Виконували обов'язки редактора: у 1993—1994 роках — Віталій Мацько, 1994 року — Володимир Нитка. 1998 року введено посаду головного редактора. Від 1998 головний редактор — Петро Поліщук.